# Mayflower Village
Mayflower Village est une census-designated place (CDP) de Californie située dans la Vallée de San Gabriel et dans le comté de Los Angeles.
Aux États-Unis, un territoire classé comme census-designated place (CDP) est une zone définie par le Bureau du recensement des États-Unis (United States Census Bureau) à des fins statistiques. L'expression peut se traduire littéralement par « lieu désigné par le recensement ».

## Démographie
La population s’éleve à 5 402 habitants lors du recensement de 2020.